# Kom(m)ödchen

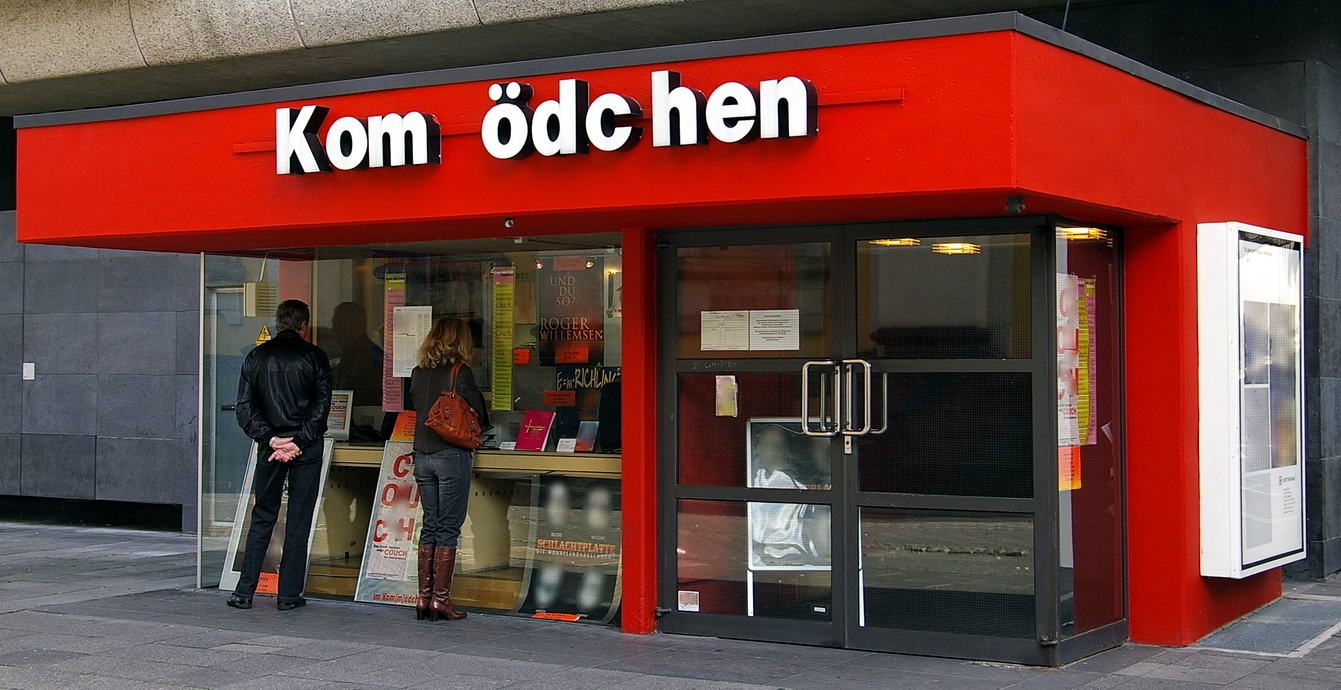
Eingang zum Kom(m)ödchen

Das Kom(m)ödchen ist eine Kabarettbühne in Düsseldorf mit gleichnamigem Kabarett-Ensemble. Das Haus befindet sich in der Altstadt am Kay-und-Lore-Lorentz-Platz. Die aktuelle Stammbesetzung bilden Daniel Graf, Maike Kühl, Martin Maier-Bode und Heiko Seidel. Es gastieren viele weitere Künstler.

## Geschichte

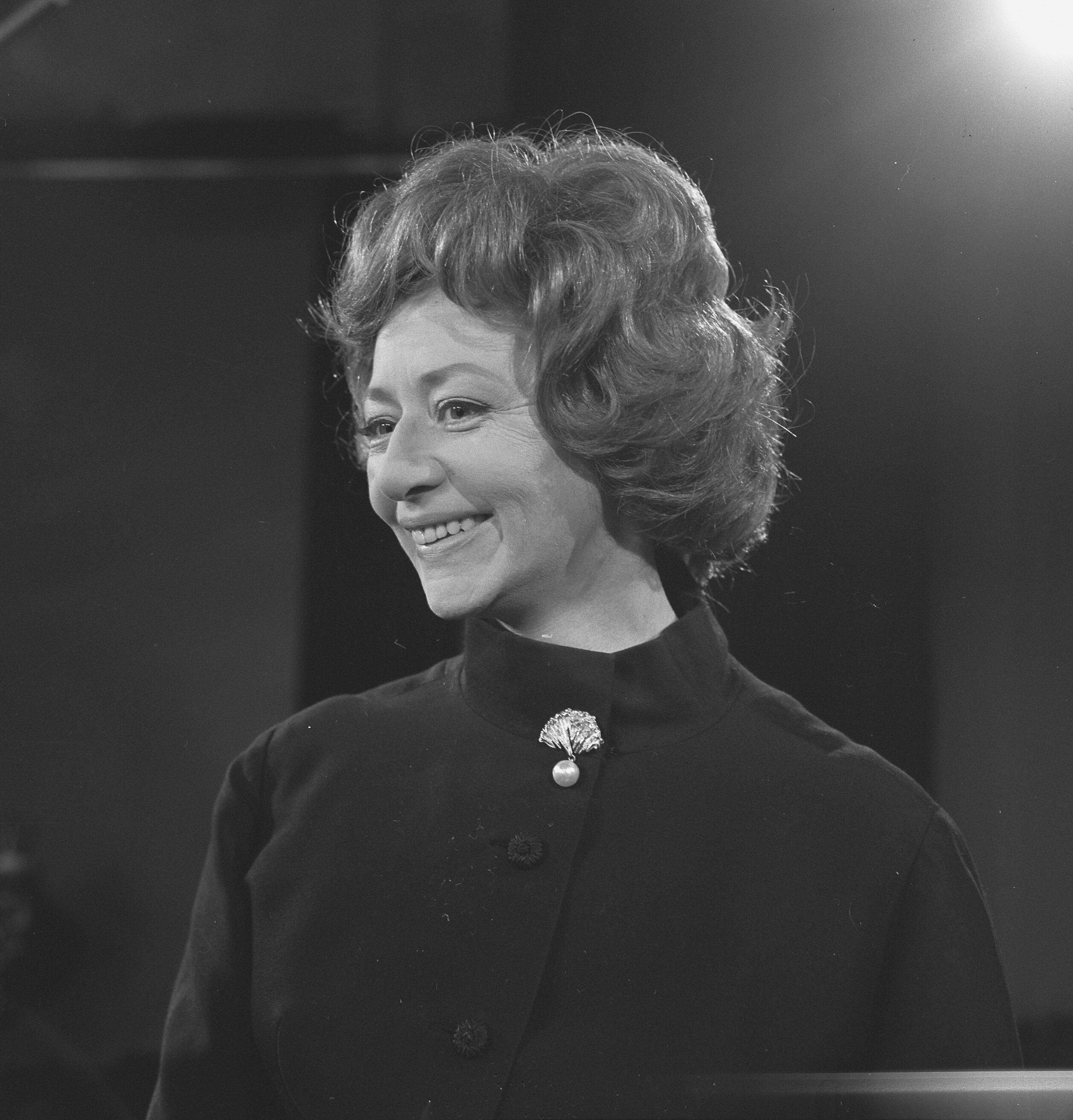
Lore Lorentz (1966)

Das Kom(m)ödchen wurde 1947 als politisch-literarisches Kabarett von Kay und Lore Lorentz gegründet. Weitere Mitwirkende des Programms „Positiv dagegen“, mit dem am 29. März 1947 Premiere gefeiert wurde, waren Werner Vielhaber (1904–1987), Bernd Nesselhut, Hans Walter Clasen, Eduard Marwitz, Iris Fanslau und Ruth Henrichs. Auch Hanne Wieder gehörte im Gründungsjahr bereits fest zum Ensemble. Im Juli 1947 nahm Mutter Ey das Kommödchen in ihrem wiedereröffneten „Kunstzentrum“ auf.
Zu Beginn der 1950er Jahre kamen Eckart Hachfeld und Martin Morlock als Autoren dazu. Charakteristisch für die Darbietungen wurde die Verbindung von gefälliger, unspektakulärer äußerer Form und anspielungsreichen Inhalten. Das Publikum stammte vorwiegend aus dem Bildungsbürgertum. 1959 wurden die Fernsehübertragungen des Programms nach Intervention des damaligen Verteidigungsministers Franz Josef Strauß für ein Jahr untersagt.
Als die alten Räume zu klein wurden und die Gefahr bestand, das Kom(m)ödchen an die Nachbarstadt Köln zu verlieren, bot die Stadt Düsseldorf den Lorentz Räume in der neuen Kunsthalle an. Der Umzug des Theaters in die jetzigen Räume am 27. April 1967 wurde in der Pause einer Vorstellung mit den Gästen durchgeführt, die die Requisiten und Teile des Bühnenbildes in das neue Theater trugen. Die Deutsche Studentenbewegung der 1960er-Jahre kritisierte das Kom(m)ödchen zunehmend als „systemstabilisierend“.
1983 entschloss sich Lore Lorentz zu Soloauftritten und verließ das Ensemble des Kom(m)ödchens. Kay Lorentz begann ein neues, jüngeres Ensemble aufzubauen. Als er 1993 starb, gab Lore Lorentz ihre Solokarriere auf und übernahm die Leitung des Kom(m)ödchens, um die geplanten Vorstellungen umzusetzen. Sie übergab die Leitung an ihren Sohn Kay Sebastian Lorentz, der die Bühne seit dem Tod Lore Lorentz' 1994 weiterführt.
Der öffentliche Platz vor dem Theater wurde von der Stadt Düsseldorf in „Kay-und-Lore-Lorentz-Platz“ umbenannt, auch eine städtische Kollegschule trägt den Namen Lore-Lorentz-Schule.
Bekannte Mitglieder des Ensembles waren unter anderem Ernst Hilbich, Heinz von Cleve, Thomas Freitag, Harald Schmidt, Hugo Egon Balder, Jochen Busse, Volker Pispers, Mariele Millowitsch, Frank Lüdecke und Christian Ehring.
Das Archiv des Kom(m)ödchens befindet sich seit 2007 im Theatermuseum der Landeshauptstadt Düsseldorf am Archivstandort, Merowingerstraße 88, und ist nach Voranmeldung einsehbar.

## Veröffentlichungen
Vinyl
- Kom(m)ödchen-Platte. 1962, 10″-Langspielplatte, Telefunken LA 6233
- Kom(m)ödchen-Platte 2. 1962, 10″-Langspielplatte, Telefunken LA 6270
- Das Kommödchen. 1962, 10″-Langspielplatte, Telefunken C 107 (Zusammenstellung aus beiden o. g. Veröffentlichungen, Sonderauflage Dt. Schallplattenclub)
- Zustände wie im alten Rom. 1963, Langspielplatte, Electrola E 83 428
- Hast du zur Nacht gebetet, Ludwig?. 1964, Langspielplatte, Telefunken TSC 13 434
- Prost Wahlzeit. 1965, Langspielplatte, Telefunken TSC 13 435
- Prost Wahlzeit. 1965, 10″-Langspielplatte, Telefunken C 126 (Zusammenstellung aus o. g. Veröffentlichung, Sonderauflage Dt. Schallplattenclub)
- Seit Adam und Eva. 196?, 7″-EP, IOS (ohne Nr.)
- Neues aus Schilda – Mehr Phantasie am Rentenmarkt. 196?, 7″-EP, T 75 250 (herausgegeben vom Gemeinschaftsdienst der Boden- u. Kommunalkreditinstitute)

vertreten auf:
- Bretter, die die Zeit bedeuten – Die Geschichte des deutschen Nachkriegs-Kabaretts von 1945 bis heute. 1968, 2 Langspielplatten, Polydor 47 832/3
- Wir sitzen auf dem Pulverfaß – Deutsches Nachkriegs-Kabarett von 1945 bis heute. 1968, Langspielplatte, Polydor 79671 (Club-Sonderauflage)
- Kabarett 1946–1969. 198?, 7 Langspielplatten, Polyphon 840 636-1

CD/DVD
- Amok in Erkrath. Aus zwei Ensemble-Programmen. Audio-CD. Con Anima, Düsseldorf 2000, ISBN 3-931265-25-0
- Couch. Ein Heimatabend. DVD. Con Anima, Düsseldorf 2007, ISBN 978-3-931265-66-3
- Sushi. Ein Requiem. DVD. Con Anima, Düsseldorf 2010, ISBN 978-3-931265-89-2
- Das Kom(m)ödchen – Die Ära Kay und Lore Lorentz. DVD-Box. Tacker Film, Köln 2013

## Auszeichnungen
- 2004 – Mindener Stichling – Gruppenpreis
- 2009 – Leipziger Löwenzahn
- 2012 – Monica-Bleibtreu-Preis in der Sparte Komödie für das Stück Freaks. Eine Abrechnung bei den 1. Privattheatertagen in Hamburg